# Eigenschaftsirrtum
Der Eigenschaftsirrtum ist ein ausnahmsweise beachtlicher Irrtum bei der Willensbildung. Er ist im BGB ausdrücklich geregelt (§ 119 Abs. 2 BGB) und liegt vor, wenn sich der Erklärende über eine verkehrswesentliche Eigenschaft einer Sache oder einer Person irrt, die Gegenstand des Rechtsgeschäfts ist. Dieser Irrtum berechtigt den Erklärenden, das Rechtsgeschäft unverzüglich anzufechten, was nach § 142 BGB zur anfänglichen Nichtigkeit des angefochtenen Rechtsgeschäft führt.
Unter einer verkehrswesentlichen Eigenschaft versteht die herrschende Meinung einen einer Sache dauerhaft anhaftenden wertbildenden Faktor, nicht jedoch den Wert oder den Preis an sich, da diese durch Veränderungen auf dem Markt schwanken können und somit der Sache nicht dauerhaft anhaften.
Umstritten ist, ob die Existenz einer Sache auch eine Eigenschaft dieser ist. Einerseits wird vertreten, dass die Existenz die Ur-Eigenschaft einer Sache sei und es auch keinen sachlichen Grund gebe, eine Person, die sich über die Existenz eines Bildes irrt, anders zu behandeln als eine, die sich über eine (andere) Eigenschaft, wie etwa den Maler, irrt. Andererseits wird vertreten, dass die Existenz schon begriffslogisch keine Eigenschaft einer Sache sein kann, da sie vielmehr die Voraussetzung für letztere sei.
Die Möglichkeit der Anfechtung wegen Eigenschaftsirrtums wird im Kaufrecht vor wie auch nach Gefahrübergang durch die Regeln über die Sachmängelhaftung verdrängt. Der Verkäufer kann den Vertrag nicht nach Maßgabe des § 119 Abs. 2 BGB anfechten, sondern muss vielmehr die §§ 434ff. beachten. Das wird damit begründet, dass sonst die Vorschriften über die Anfechtung das Gewährleistungsrecht unterlaufen würden.
Vom Eigenschaftsirrtum zu unterscheiden sind der Erklärungsirrtum, der Inhaltsirrtum und der Identitätsirrtum.